# Huaro Quispampa
Huaro Quispampa es un caserío peruano ubicado en el distrito de Salitral, perteneciente a la provincia de Morropón del departamento de Piura, al norte del Perú. 

## Ubicación
Huaro Quispampa se ubica al noreste de la provincia de Morropón, en el distrito de Salitral, en el departamento de Piura.

## Demografía
En 2017 Huaro Quispampa tenía una población de 81 habitantes.